# Qader Muradi
Qader Muradi (Mazar-i-Sharif, 5 juni 1958) is een Afghaans schrijver. Muradi was in de jaren 1980 tot begin jaren 1990 in Afghanistan actief als journalist en toneel- en hoorspelschrijver. Hij heeft twee romans en verscheidene bundels met meer dan honderd korte verhalen in het Perzisch gepubliceerd. Muradi woont sinds 1998 in Nederland. Hij is in Afghanistan getrouwd en heeft drie kinderen.

## Biografie
Muradi is geboren in Mazar-i-Sharif, Afghanistan. Zijn interesse voor de literatuur, voornamelijk het schrijven van verhalen, begon in zijn middelbareschooltijd in Afghanistan. In het begin van zijn hoger onderwijs-periode werd de politieke situatie in Afghanistan zeer instabiel. Vanaf de Afghaanse Oorlog (1979-1989) tot het moment dat de moedjahedien en later de taliban aan de macht kwamen was hij getuige van oorlog en onderdrukking door dictatoriale overheden en islam-extremisten. Muradi was destijds actief als journalist bij Bakhter News Agency te Kabul en schreef zijn eerste korte verhaal in 1978. In 1991 werd zijn eerste verhalenbundel ‘De nacht waarop het regende’ in Kabul gepubliceerd. Deze verhalenbundel leverde hem in 1991 een literaire prijs op van de toenmalige culturele foundation Naser Khosro-e-Balki.
Na zijn vlucht uit Afghanistan heeft hij de meeste verhalen in Nederland kunnen schrijven, zoals ‘Kohl en bloed’, ‘Lang vervlogen tijden keren niet terug’, ‘Het meisje uit de groene rijstvelden’ en ‘De bladeren ademen niet meer’. De verhalenbundel ‘Een stem uit de as’ is in Pakistan gepubliceerd, ‘De kaarsen branden tot op het laatst’ in Iran en ‘De zwarte ogen van Bahar’ in Frankrijk.
Muradi’s thema’s verkennen het veld van de vreselijke periode die de oorlog met zich meebrengt; ze gaan voornamelijk over het leven van vrouwen en kinderen, armoede, eenzaamheid, terrorisme, islam-extremisten en sociaal en psychologisch leed van de burgers. De hoofdfiguren worden afgeschilderd als tragisch, weemoedig, psychopathisch, emotioneel en drukken de geestelijke pijn van de mens uit.
Muradi is een bekend schrijver in Afghanistan en onder Afghanen overal in de wereld. Zijn bundels worden voornamelijk in Iran en Afghanistan gelezen en verkocht. Zijn werk is gerecenseerd door bekende Afghaanse auteurs als Wasef Bakhtari, Akram Osman en andere critici binnen de kring van Afghaanse literatoren.
W. Bakhtari is een bekende dichter, schrijver en literair recensent, die in de Verenigde Staten verblijft. Hij schrijft over het verhaal Kohl en bloed het volgende:
“Kohl en bloed is het verhaal van migratie, het verhaal van immigratie. Het gaat over de strijd tussen de meedogenloze denkers, hun aanbidders, de regel van bijgeloof, onwetendheid, de waanzin en literatuur, muziek en de liefhebbers daarvan. Net als bij de andere werken van Muradi, zien we ook in dit verhaal de droefheid van de mensheid. We zien de zeer diepe nostalgie. We zien de eeuwige eenzaamheid van de mens. Maar Muradi koppelt deze nostalgie onmiddellijk aan geschiedenis, maatschappij en de mensen van het land.”